# Alexander Trowbridge
Alexander Buel Trowbridge, né le 12 décembre 1929 à Englewood (New Jersey) et mort le 27 avril 2006 à Washington, D.C., est un homme politique américain. Membre du Parti démocrate, il est secrétaire au Commerce entre 1967 et 1968 dans l'administration du président Lyndon B. Johnson.